# Hrabě Saint Germain
Hrabě Saint Germain ([sɛ̃ʒɛʀˈmɛ̃]; také: hrabě z Aymaru, hrabě z Bellamare nebo Belmaru, hrabě Soltikoff, hrabě Welldone aj.; kolem 1710 – 27. února 1784 Eckernförde) byl evropský dobrodruh, hochštapler, alchymista, okultista a hudební skladatel, který se pohyboval v nejvyšší společnosti své doby. Je kolem něj množství legend, z nichž některé vytvořil sám.

## Život
První spolehlivá zpráva o hraběti ze Saint Germainu pochází z Walpoleových dopisů z roku 1745. Podle nich byl už dva roky v Londýně, vlastnil vybranou sbírku šperků, skládal hudbu a vystupoval jako vynikající houslista. V Londýně nechal také vytisknout sbírku italských písní a houslových sonát. V souvislosti s obecnou podezíravostí a nepřátelstvím vůči katolickým cizincům kvůli tehdejšímu jakobitskému povstání ve Skotsku byl Saint Germain na čas uvězněn; nakonec vzbudil zvědavost prince z Walesu a spřátelil se s Philipem Stanhopem.
Ve Vídni se setkal s francouzským ministrem války maršálem de Belle-Isle (1684–1761), na kterého Saint Germainovy plány na invazi Anglie zapůsobily natolik, že ho pozval do Paříže. Doba let 1756 až 1760 je považována za vrchol Saint Germainovy kariéry. Casanova ve svých memoárech Histoire de ma vie živě popisuje, jak hrabě bavil účastníky večírků předstíráním, že byl svědkem důležitých událostí dávné minulosti, které velmi podrobně popisoval a prokazoval velmi dobré historické znalosti. Přitom Saint Germain vždycky nasazoval smrtelně vážný výraz a nic nejedl ani nepil. Tímto způsobem bavil i Madame de Pompadour (1721–1764), jak uvádí její komorná du Haussetová. Madame de Pompadour stále hledala nové možnosti, jak pobavit krále Ludvíka XV., takže mu představila Saint Germaina – a s plným úspěchem: král pro něj nechal na zámku Trianon ve Versailles zřídit alchymistickou laboratoř a v roce 1758 mu také dal k dispozici prostory na zámku Chambord na Loiře, kde Saint Germain mimo jiné pracoval na nových metodách barvení textilu. Saint Germain tvrdil, že je schopen odstranit nedokonalosti drahokamů a spojovat diamanty do větších. Králi také doručil vzorky, ale v tomto případě si dával pozor a nepoužil žádné triky. Kromě toho kategoricky odmítl králi podávat jakákoli léčiva. Zdá se, že Saint Germain byl také zběhlý ve farmacii a tvrdil, že vlastní aqua benedetta, která zastavuje stárnutí žen. To sice hodně přispělo k jeho popularitě, ale během svého pobytu v Paříži aqua benedetta nijak nevyužíval.
Úzký vztah s králem nakonec vedl k Saint Germainovu pádu. Ludvík XV. obcházel svého ministra zahraničí Choiseula a bez jeho vědomí rozvíjel diplomatické aktivity (takzvané „Secret du Roi“); zejména v roce 1760 se mu nelíbilo Choiseulem vytvořené spojenectví s Rakušany v sedmileté válce, která se rozšířila do globálního konfliktu s Anglií. Saint Germaina král pověřil, aby v Haagu sondoval možnost mírové dohody. Když se francouzský velvyslanec Louis Augustin d'Affry dozvěděl o Saint Germainových aktivitách a nahlásil je svému nadřízenému Choiseulovi, ten okamžitě nařídil Saint Germaina zatknout. Protože král předstíral, že o ničem neví, byl Saint Germain donucen uprchnout do Londýna.
Saint Germain se pak na čas vyhýbal Francii a pobýval hlavně v Nizozemsku a Německu, kde rád používal jméno Welldone. Podle Grigorije Grigorjeviče Orlova prý Saint Germain hrál nějakou roli při puči Kateřiny II. Veliké v Petrohradě roku 1762, ale podrobnosti nejsou známy. Roku 1763 si Saint Germain koupil panství poblíž Nijmegenu a zřídil tam laboratoř. Dokázal pak přesvědčit bohatou bruselskou obchodnici Nettine a císařského místodržitele hraběte Jana Karla Cobenzla, aby mu půjčili velké sumy peněz na zřízení manufaktur. Zkoušky barev a textilních vzorků, které nechal provést skeptický císařský ministr Václav Antonín Kounic ve Vídni, však skončily neúspěšně. V srpnu Saint Germain z Nizozemska zmizel a zanechal po sobě značné dluhy.
O dalším desetiletí dobrodruhova života existuje jen málo zdrojů. Zdá se, že Saint Germain se zdržoval v Rusku a Itálii. V roce 1774 pobýval u dvora markraběte Karla Alexandra Braniborského Ansbašského, s nímž experimentoval v jeho paláci Triesdorf s barvivy a kterému také v nedalekém Norimberku představil Grigoriji Orlovovi, který hraběte označil za svého přítele a předal mu větší částku peněz. Saint Germain hrál důležitou roli v kruzích zednářů, což v té době umožňovalo přístup k nejvlivnějším kruhům v německé říši, a tím si kolem sebe vytvořil novou legendu: Například Cagliostro velmi usiloval o to, aby byl považován za Saint Germainova žáka. Kromě toho byl Saint Germain údajně také rosekrucián a zastával okultní variantu zednářství, což mezi zednáři vyvolalo spory: vévoda brunšvický nechal v roce 1777 záležitost překontrolovat a zjistil, že přes Saint Germainova prohlášení nebyl údajný hrabě zasvěcen do vyššího stupňů zednářství.  Roku 1778 se Saint Germainovi v Hamburku a nedaleké Altoně podařilo získat přátelství Karla Hesensko-Kasselského, guvernéra dánského krále ve Šlesvicku, který byl nadšený alchymií a zednářskými mýty. Ve svém letním paláci v Louisenlundu zřídil pro hraběte alchymistickou laboratoř („Alchymistická věž“, nyní již zbořená) a oba založili továrnu na barvení hedvábí v nedalekém Eckernförde. Saint Germainovi však nesvědčilo klima. Nakonec podle zápisu v matrice zemřel 27. února 1784 v Eckernförde a byl pohřben v kostele sv. Mikuláše. Jeho náhrobek byl časem zničen živly.

## Otázky, legendy a fakta
Původ hraběte ze Saint Germain a zdroje jeho bohatství jsou stále záhadou. Zde jsou nejdůležitější hypotézy:
- On sám prý Karlovi Hesensko-Kasselskému řekl, že je, synem sedmihradského knížete Františka II. Rákócziho (1676–1735),[8] ale neuměl to dokázat. Totéž tvrdí část v okultistické a zednářské literatury. Oba známí synové Rákócziho, kteří vedli kurucké povstání proti Rakousku v Maďarsku, ale později žili v exilu v Paříži a od roku 1717 v Turecku, byli vychováváni jako jacísi rukojmí u vídeňského dvora. Podle této hypotézy by měl hrabě Saint Germain být další syn, Leopold Georg, narozený v roce 1696, který oficiálně zemřel v roce 1700, ale prý ho tajně vychoval poslední medicejský vévoda Gian Gastone v Toskánsku (tak to také Saint Germain popsal Karlovi Hesensko-Kasselskému, navíc uvedl, že je synem Rákócziho z údajného druhého manželství se šlechtičkou z rodu Thökölyů; Rákóczi však byl ženat jen jednou a Thökölyové v té době již vymřeli, Rákócziho matka si po ovdovění ovšem vzala člena rodu Thökölyů.) Tím však vzniká otázka, proč Rákóczi hraběte neuznal nebo proč Saint Germain nemohl prokázat svůj původ. Jean Overton-Fuller také podporuje tezi o spojení k Rákóczym.[9] Podle ní byl Saint Germain nemanželským synem Rákóczyho, který v roce 1693 pobýval čtyři měsíce ve Florencii na své kavalírské cestě, a Violanty Beatrice Bavorské, manželky Ferdinanda Medicejského, bratra Giana Gastona (manželství bylo bezdětné, pravděpodobně pro Medicejovu neplodnost). Podle toho by byl Saint Germain byl vychován u dvora ve Florencii.
- Pravděpodobnější hypotéza[10] předpokládá, že Saint Germain byl synem poslední španělské habsburské královny Marie Anny Falcko-Neuburské (1667–1740) a židovského bankéře z Madridu hraběte Adanera, kterého jmenovala svým ministrem financí. Poté, co král Karel II. zemřel v roce 1700 bezdětný, což vedlo k válce o španělské dědictví a pomohlo Bourbonům na španělský trůn, žila v exilu v Bayonne ve francouzském Baskicku. Francouzský ministr zahraničí vévoda Choiseul také naznačil něco podobného, když dostal otázku, proč francouzský stát o hraběti nic nevěděl: „Byl prý synem portugalského Žida, který oklamal dvůr.“[11] Baron Carl Heinrich von Gleichen (1733–1807), dánský vyslanec v Paříži, ve svých memoárech referuje, že baron Philipp von Stosch (známý německý sběratel umění ve Florencii, svého času také dvojitý agent Angličanů u jakobitů v Římě) mu ve Florencii řekl, že v době regentství Filipa II. Orleánského, tj. v letech 1715–1723, poznal v Paříži jakéhosi markýze z Montferratu, syna vdovy po Karlovi II. a jistého bankéře z Madridu. Saint Germain také později toto jméno použil v Itálii. I výchova v Itálii by byla s touto hypotézou slučitelná, protože sestra posledního medicejskho toskánského velkovévody Giana Gastona byla vdaná za falckého kurfiřta Jana Viléma, bratra královny Marie Anny. Historik Saint Germainova života Charconac také podporuje tuto variantu a uvádí, že otcem hraběte byl Jean Thomas Enriquez de Cabrera, vévoda z Rioseca, jedenáctý a poslední amirante Kastilský s rozsáhlým majetkem na Sicílii.
- Podle vzpomínek markýzy de Crequi byl Saint Germain alsaský Žid jménem Simon Wolff.
- Podle Madame de Pompadour byl bastardem portugalského krále.[12]
- Podle Casanovy[13] to byl italský houslista jménem Catalani. Úsudek Benátčana, který sám hrával na housle v orchestru, je potřeba brát vážně: Saint Germain určitě v mládí delší dobu pobýval v Itálii.
- Von Gemmingen, ministr bádenského markraběte, tvrdí, že v Itálii zjistil, že Saint Germain byl synem výběrčího daní ze San Germana v Piemontu, jménoval se Rotondo a narodil se kolem roku 1710.[14]
- Sestře Fridricha Velkého, princezně Amálii Pruské, Saint Germain řekl, že pochází ze země v Evropě, která nikdy nebyla okupována cizími mocnostmi a která má královskou linii tak dlouhou jako Bourbonové.[15] Podle Overtona-Fullera pak přicházejí v úvahu pouze Bavorsko a Wittelsbachové, což vykládá jako další podporu své výše zmíněné teze.

Saint Germain byl vícejazyčný – mluvil dokonale italsky, německy, španělsky, portugalsky, francouzsky (s piemontským přízvukem), anglicky a četl několika mrtvými jazyky. Geograficky to ukazuje jak na Pyrenejský poloostrov, tak na italský Piemont. První zpráva o jeho vystoupení v Londýně také zmiňuje, že mluvil polsky, což je dost neobvyklé.
O jeho datu narození není nic známo. V době, kdy se objevil v Paříži (kolem roku 1756), ho podle odhadů Madame du Hausset odhadovali na zhruba 50 let. Podle Hartmuta Verfürdena se narodil mezi lety 1710 a 1715, přičemž Verfürden cituje zprávu bruselských novin z roku 1760, která hovoří o roce narození 1712 a Itálii jako zemi narození.
Jediný dochovaný obraz Saint Germaina pocházel z pozůstalosti markýzy d'Urfé, podle něj byla vytvořena výše zobrazená rytina N. Thomase. Samotný obraz nepřežil. Vyobrazení ukazuje St. Germaina kolem roku 1760. Casanova a Saint Germain si navzájem konkurovali v Paříži. Oba chtěli získat bohatou vdovu Madame d'Urfé, Casanova kvůli jejím penězům, jak otevřeně přiznal. Motivy Saint Germaina však zůstaly pro Casanovu záhadou, protože ten se zjevně nezajímal o její peníze.
Voltairova poznámka v dopise Fridrichovi Velikému z 15. dubna 1760 o tom, že Saint Germain je „muž, který nikdy nezemře a ví všechno“, je míněna ironicky. V té době Saint Germain svým jednáním s Angličany podráždil Fridricha Velkého, jehož vlastního vyjednavače nechal francouzský ministr zahraničí Choiseul zatknout, aby „uklidnil Rakušany“, kteří byli znepokojeni možností separátního míru mezi Francouzi v sedmileté. V odpovědi Voltairovi Fridrich Saint Germaina nazval „hrabětem k smíchu“ (Comte pour rire). V březnu 1777 se Saint Germain prostřednictvím vyslance v Drážďanech hraběte Alvenslebena znovu obrátil na Fridricha Velkého, aby mu nabídl své služby, včetně seznamu svých chemických a technologických dovedností (přetištěn Volzem). Fridrichův názor na Saint Germaina byl v této době mnohem pozitivnější.
Legenda o nestárnutí Saint Germaina byla tak silná, že se s ním mnoho svědků údajně setkalo ještě v 19. století (memoáry komtesy de Genlis z r. 1825 aj.). Zjevně také existovala tendence spojovat jeho legendu s legendou „věčného Žida“.
Souvenirs de Marie Antoinette údajně od komtesy d'Adhemar tvrdí, že Saint Germain varoval Marii Antoinettu před krvavou revolucí „encyklopedistů“. Text je však padělek a nepochází od královniny důvěrnice, ale od jistého Lamothe-Langona. Odtud pochází legenda, že Saint Germain dokázal předpovídat budoucnost.
Lékař Franz Anton Mesmer, který formuloval teorii zvířecího magnetismu (bioenergie), byl údajně žákem hraběte Saint Germaina.
Spiritistka a zakladatelka „theosofie“ Madame Blavatská považovala Saint Germaina za jednoho z „tajných tibetských mudrců“. Její americká studentka Isabel Cooper-Oakleyová se to pokusila doložit a intenzivně studovala archivy, přičemž výsledky zveřejnila ve své knize. Odtud pochází legenda, že Saint Germain cestoval až do Persie a Indie a studoval východní moudrost v originálním sanskrtu. Theosofická společnost Adyar nazývá Saint Germaina „Mistr Racoczi“, dává mu titul „Mistr sedmého paprsku“ a tvrdí, že byl inkarnací Františka a Rogera Bacona.
Rudolf Steiner, zakladatel antroposofie, prý jasnovidectvím zjistil, že Christian Rosencreutz – ve skutečnosti fiktivní literární postava – v 18. století byl hrabě ze Saint Germainu a že se dnes také reinkarnoval.
Napoleon III. nechal vypracovat rozsáhlou rešerši o Saint Germainovi, která však v době Pařížské komuny padla za oběť plamenů během požáru prefektury.
Podle von Gleichena byl Saint Germain také považován za dobrého malíře. V jeho sbírce obrazů se nacházela (pravá?) Svatá rodina od Murilla. Saint Germain upoutal pozornost odborníků novými technikami míchání barev, které obdivovali malíři jako Maurice Quentin de La Tour a Charles André van Loo.
Jedním z mnoha chemických objevů, které chtěl uvést na trh, byl kov podobný zlatu (nazval jej Similor, tj. Podobný, tedy podobný zlatu), známý také jako Carlsgold nebo Nová platina. Podle zpráv současníků se však zdálo, že jeho lesk nevydržel dlouho a předměty z něj zhotovené nakonec zčernaly. Karel Hesensko-Kasselský nechal z tohoto materiálu v Ludwigsburgu odlévat medaile.
Saint Germain rád propagoval čaj vyrobený z listů seny, dovezených z Etiopie či Arábie a majících projímavý účinek. Čaj byl ještě v 19. století v Německu a Dánsku označována jako „čaj Saint-Germaina“.
Podle starších vydání slovníku „Groves Dictionary of Music“ (3. vyd. 1938) byl autorem hudby kolem roku 1745 vydané v Londýně pod jménem St. Germain italský skladatel a houslista Giovannini. Žil od roku 1740 v Berlíně a zemřel v roce 1782. To se však zdá být založeno na omylu, který poprvé vznikl v Gerberově uměleckém lexikonu z roku 1812. V Londýně Saint Germain přispěl mimo jiné několika áriemi do středně úspěšné opery L'incostanza delusa italského operního skladatele Brivia (kterou aranžoval Francesco Geminiani), uváděné o sobotách od 9. února do 20. dubna 1745 v divadle Haymarket Thatre. Některé písně také se zpěvačkou Giulií Frasiovou nastudoval. Sám Saint Germain také na několika soukromých koncertech zpíval. Lady Jemima Greyová nebyla příliš nadšena jeho stylem, který velmi plasticky vyjadřoval emoce, ani jeho slabým hlasem: „His manner is beyond any description“, „Jeho chování je mimo jakýkoli popis“.
Saint Germain je často zaměňován s některými svými současníky podobného jména, jako byli francouzský generál a ministr Claude Louis de Saint-Germain nebo Robert François Quesnay de Saint-Germain. Existoval také francouzský důstojník Renault de Saint-Germain, který v roce 1757 ztratil francouzskou kolonii Chandernagore v Indii ve prospěch Clivea.
V okultních kruzích je Saint Germain považován za autora rukopisu Nejsvětější trinosofie, což je iniciační, alchymistické zjevení s vysvětlujícími okultními symboly. Hnutí I-am, které založil v roce 1930 Kaliforňan Guy W. Ballard (1878–1939), si hraběte váží jako duchovního předchůdce.

#### Původní prameny
Většina originálních dokumentů o Saint Germainovi je přeštěna ve Volzově knize.
- Madame du Hausset (Nicole du Hausset): Memoirs, Paris 1824 (komorná paní Pompadour; autenticita memoárů je ovšem sporná, viz Duc René de Castries, La Pompadour, Albin Michel 1983, S. 122), anglické vydání
- Karl Heinrich von Gleichen: Souvenirs, Leipzig 1847, Paris 1868, Online
- Alfred von Arneth: Graf Philipp Cobenzl und seine Memoiren. Gerold, Wien 1885, Online
- Karl von Hessen-Kassel: Memoires de mon temps, Kopenhagen 1861, online
- Maximilian Joseph von Lamberg: Tagebuch eines Weltmanns, Frankfurt am Main 1775 (originál Memorial d´un mondain, 1774, vyd. Londýn 1776, sv. 1: Archive)
- Pierre-Jean Grosley: Memoirs in: Œuvre inedits Bd. 3, 1813
- Casanova: Memoiren, Propyläen-Ausgabe
- Casanova: Soliloque d un penseur, Correspondance inedit 1773-1783, Paris 1926, Jean Fort (Hrsg.), 148 Seiten